# John Langenus
John L. Langenus, também chamado de Jean Langenus (Berchem, 8 de dezembro de 1891 - Antuérpia, 1 de outubro de 1952) foi um árbitro de futebol belga, que esteve oficialmente em três Copas do Mundo, inclusive sendo árbitro na final da Copa do Mundo FIFA de 1930. Sua arbitragem era marcada pela elegância dos trajes, o que era comum na época. Ele apitava usando terno e gravata, como era praxe na ocasião, e por vezes usando uma boina. Sua arbitragem era caracterizada por ser discreta.

## Carreira
John Langenus esteve presente na Copa do Mundo do Uruguai, em 1930. Apitou quatro jogos: Uruguai 1 X 0 Peru, em 18 de julho; Argentina 3 X 1 Chile, em 22 de julho; a semifinal Argentina 6 X 1 Estados Unidos, em 26 de julho; e a final, Uruguai 4 X 2 Argentina, em 30 de julho. Durante essa Copa, Langenus também atuou como jornalista, sua profissão. Ao final de cada partida em que apitou ele passava a crônica de cada jogo à revista Kicker, por telefone.
Na Copa do Mundo da Itália ele apitou apenas uma partida, Tchecoslováquia 2 X 1 Romênia, em 27 de maio de 1934. Na Copa do Mundo da França, realizada em 1938, foram duas partidas, Alemanha 1 X 1 Suíça, em 4 de junho; e Brasil 4 X 2 Suécia, em 19 de junho, na disputa do terceiro lugar.

## Final da Copa do Mundo de 1930
O auge da carreira de John Langenus foi a final da Copa de 1930, realizada em Montevidéu. O jogo foi marcado pela alta tensão, pois além de ser uma rivalidade regional, a partida era uma revanche da final das Olimpíadas de Amsterdã, ocorrida em 1928. Na ocasião os uruguaios venceram por 2 X 1. Precavido, Langenus fez algumas exigências para apitar o jogo: um seguro de vida, a proteção de cem policiais e o atraso do navio para a Europa, para que pudesse embarcar logo após a partida encerrar, além de receber a passagem do navio. Mesmo antes da bola rolar uma primeira polêmica surgiu em campo, era a de qual bola seria usada na final. Os uruguaios queriam usar a sua, mais pesada, e os argentinos preferiam a bola mais leve. Langenus decidiu usar uma bola a cada tempo de jogo, iniciando com a bola argentina. O jogo encerrou com o placar de 4 X 2 para os uruguaios, a arbitragem não produziu nenhum lance polêmico, e não houve nenhum registro de ocorrência mais grave após o apito final.